# Parag
Parag (horvátul: Parag) falu Horvátországban, Muraköz megyében. Közigazgatásilag Drávavásárhelyhez tartozik.

## Fekvése
Csáktornyától 9, központjától Drávavásárhelytől 6 km-re nyugatra a szlovén határ mellett fekszik.

## Története
A trianoni békeszerződés előtt Zala vármegye csáktornyai járásához tartozott. Jelenleg Drávavásárhely faluközösséghez tartozik. 2005-ben szakadt el Drávamagyaródtól és vált önálló településsé.

## Lakossága
Lakosainak 100%-a, mintegy 1 400 fő cigány nemzetiségű.

## Külső hivatkozások
- Drávavásárhely hivatalos oldala (horvát nyelven)
- Parag Drávavásárhely turisztikai honlapján

1. ↑  Popis stanovništva, kućanstava i stanova 2021. – stanovništvo prema starosti i spolu po naseljima. 2021 Croatian census: population data by age, sex, settlement . Horvát Statisztikai Hivatal, 2022. szeptember 22.